# Janaúba (ort)
Janaúba är en ort i Brasilien.   Den ligger i kommunen Janaúba och delstaten Minas Gerais, i den sydöstra delen av landet, 500 km öster om huvudstaden Brasília. Janaúba ligger 539 meter över havet och antalet invånare är 56 572.
Terrängen runt Janaúba är platt västerut, men österut är den kuperad. Det finns inga andra samhällen i närheten.
Omgivningarna runt Janaúba är huvudsakligen savann. Runt Janaúba är det ganska glesbefolkat, med 48 invånare per kvadratkilometer.